# سسنا ۱۹۵
سسنا ۱۹۵ (به انگلیسی: Cessna 195) یک هواگرد ساختِ کارخانهٔ سسنا در کشور ایالات متحده آمریکا است که در سال ۱۹۴۷-۱۹۵۴ ساخته شد. این هواگرد برای نخستین بار در ۱۹۴۵ میلادی مورد استفاده قرار گرفت.